# Dara (provins i Syrien)

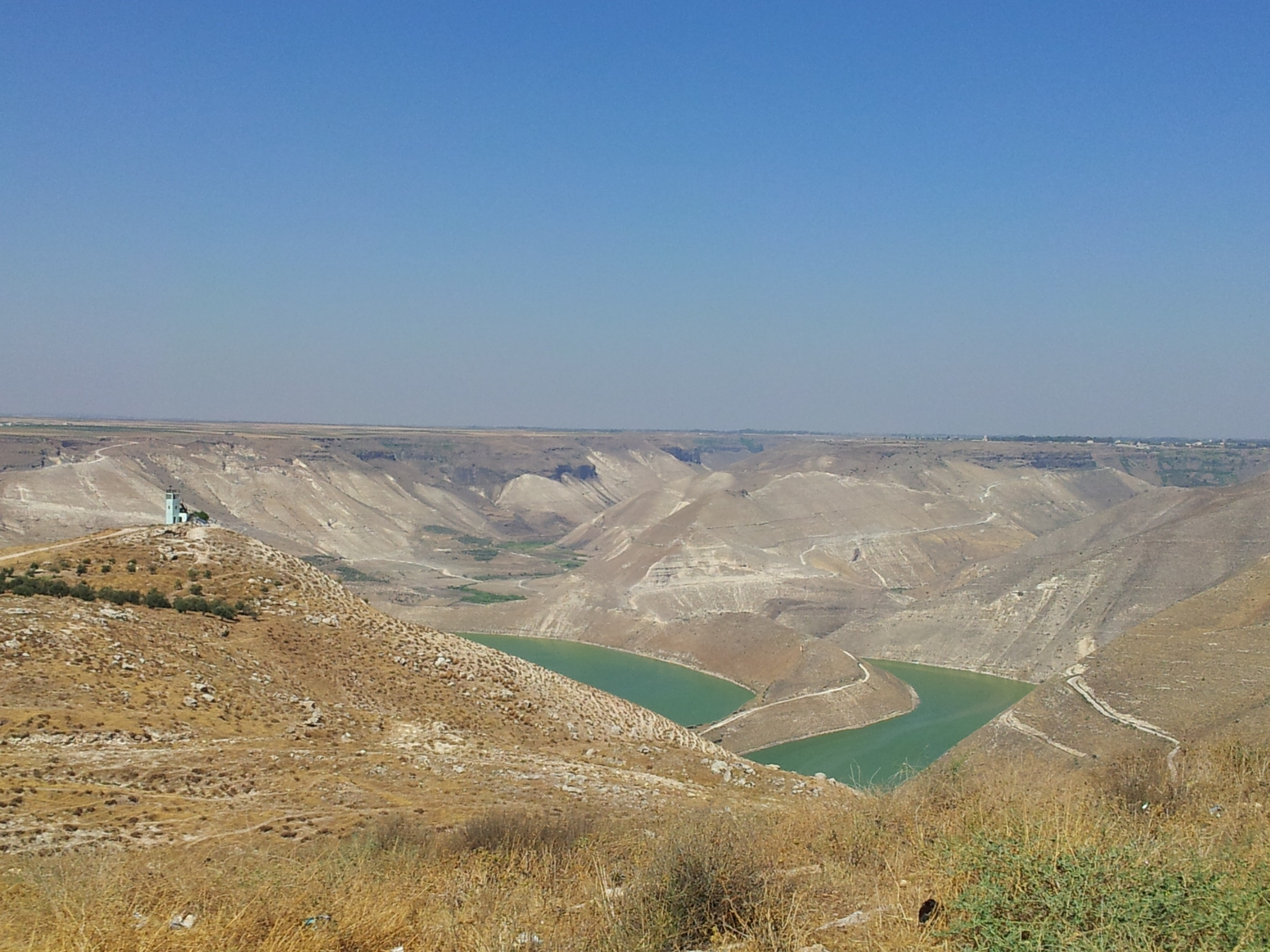
Al Wahada-dammen (Maqārin), 2013.

Dara (arabiska: درعا) är en provins i södra Syrien, med gräns mot Jordanien i söder. Den administrativa huvudorten är Dara. Befolkningen uppgick till 943 000 invånare i slutet av 2008, på en yta av 3 730 kvadratkilometer. De största städerna är Dara och as-Sanamayn.

## Administrativ indelning
Provinsen är indelad i tre distrikt, mintaqa:
- Dara
- Izra
- as-Sanamayn